# Campeonato Mundial de Gimnasia Rítmica de 2022
El XXXIX Campeonato Mundial de Gimnasia Rítmica se celebró en Sofía (Bulgaria) entre el 12 y el 18 de septiembre de 2022 bajo la organización de la Federación Internacional de Gimnasia (FIG) y la Federación Búlgara de Gimnasia.
Las competiciones se realizaron en la Arena Armeets de la capital búlgara. 
Las gimnastas de Rusia y Bielorrusia fueron excluidas de este campeonato debido a la invasión rusa de Ucrania.

## Resultados
| Evento                                       | Oro | Plata | Bronce |
| -------------------------------------------- | --- | --- | --- |
| Concurso completo ind. (17.09)               | Sofia Raffaeli · Italia · 133,250 pts. | Darja Varfolomeev · Alemania · 132,450 pts. | Stiliana Nikolova Bulgaria 128,800 pts. |
| Pelota (14.09)                               | Sofia Raffaeli · Italia · 34,900 | Darja Varfolomeev · Alemania · 34,100 | Milena Baldassarri · Italia · 32,400 |
| Mazas (15.09)                                | Darja Varfolomeev · Alemania · 33,500 | Stiliana Nikolova Bulgaria 32,600 | Sofia Raffaeli · Italia · 31,850 |
| Cinta (15.09)                                | Sofia Raffaeli · Italia · 32,650 | Stiliana Nikolova Bulgaria 31,850 | Ekaterina Vedeneeva Eslovenia 29,900 |
| Aro (14.09)                                  | Sofia Raffaeli · Italia · 34,850 | Stiliana Nikolova Bulgaria 33,400 | Darja Varfolomeev · Alemania · 32,150 |
| Conjuntos 5 con aro (18.09)                  | Italia · Martina Centofanti · Agnese Duranti · Alessia Maurelli · Daniela Mogurean · Laura Paris · 34,950                                                                                     | Israel Shani Bakanov Adar Friedmann Romi Paritzki Ofir Shaham Diana Svertsov 34,050                                                                                    | España · Ana Arnau Camarena · Inés Bergua Navales · Mireia Martínez · Patricia Pérez Fos · Salma Solaun · 33,800                                                                              |
| Conjuntos 3 con cinta + 2 con pelota (18.09) | Bulgaria Sofiya Ivanova Kameliya Petrova Rachel Stoyanov Radina Tomova Zhenina Trashlieva 33,300                                                                                              | Italia · Martina Centofanti · Agnese Duranti · Alessia Maurelli · Daniela Mogurean · Martina Santandrea · 31,450                                                       | Azerbaiyán Güllü Ağalarzadə Ləman Əlimuradova Zeynəb Hümmətova Yelizaveta Luzan Darya Sorokina 30,750                                                                                         |
| Conjuntos concurso completo (16.09)          | Bulgaria Sofiya Ivanova Kameliya Petrova Rachel Stoyanov Radina Tomova Zhenina Trashlieva Margarita Vasileva 66,600                                                                           | Israel Shani Bakanov Adar Friedmann Romi Paritzki Ofir Shaham Diana Svertsov 64,650                                                                                    | España · Ana Arnau Camarena · Inés Bergua Navales · Valeria Márquez · Mireia Martínez · Patricia Pérez Fos · Salma Solaun · 63,200                                                            |
| Concurso completo por equipos (1.09)         | Italia · Individual · Milena Baldassarri · Sofia Raffaeli · Conjunto · Martina Centofanti · Agnese Duranti · Alessia Maurelli · Daniela Mogurean · Laura Paris · Martina Santandrea · 312,550 | Alemania · Individual · Margarita Kolosov · Darja Varfolomeev · Conjunto · Anja Kosan · Daniella Kromm · Alina Oganesyan · Francine Schöning · Hannah Vester · 301,400 | España · Individual · Alba Bautista · Polina Berezina · Conjunto · Ana Arnau Camarena · Inés Bergua Navales · Valeria Márquez · Mireia Martínez · Patricia Pérez Fos · Salma Solaun · 297,100 |

## Medallero
| Núm. | País       | Oro | Plata | Bronce | Total |
| ---- | ---------- | --- | ----- | ------ | ----- |
| 1    | Italia     | 6   | 1     | 2      | 9     |
| 2    | Bulgaria   | 2   | 3     | 1      | 6     |
| 3    | Alemania   | 1   | 3     | 1      | 5     |
| 4    | Israel     | 0   | 2     | 0      | 2     |
| 5    | España     | 0   | 0     | 3      | 3     |
| 6    | Azerbaiyán | 0   | 0     | 1      | 1     |
| 6    | Eslovenia  | 0   | 0     | 1      | 1     |
|      | TOTAL      | 9   | 9     | 9      | 27    |